# Costos de menú
Los costos de menú, en economía, son un efecto de la inflación anticipada cuando se gastan recursos para realizar ajustes en los precios cada vez que aumentan los costos de producción. La idea está basada en un monopolista, es decir, un agente que establece los precios y asumiendo que existen ciertos costos implicados al ajuste de este nivel de precio, como el de imprimirlos cada vez que se cambian. Pero, en general, esto está pensado desde una perspectiva más profunda y amplia, o sea, incluyendo el costo de todas las otras formas de publicidad, el efecto del descontento de los clientes ante estas variaciones, etc.
Por lo tanto, un monopolista racional sopesará entre los costos y los beneficios de una variación en estos niveles de precios. Entonces, bajo ciertas circunstancias, si la empresa monopolista observa que existe una disminución de sus ingresos marginales y los costos marginales se mantienen constantes, preferirá no ajustar sus precios.
Estas circunstancias, donde se observan inflexibilidades en los precios, son llamadas rigideces reales.
Así que la inflexibilidad del precio se puede explicar dentro de un escenario con competencia imperfecta y con ajuste costoso de precios.